# Frankenmuth
Frankenmuth é uma cidade localizada no estado americano de Michigan, no Condado de Saginaw.

## Demografia
Segundo o censo americano de 2000, a sua população era de 4838 habitantes.
Em 2006, foi estimada uma população de 4785, um decréscimo de 53 (-1.1%).

## Geografia
De acordo com o United States Census Bureau tem uma área de
7,3 km², dos quais 7,1 km² cobertos por terra e 0,2 km² cobertos por água.

## Localidades na vizinhança
O diagrama seguinte representa as localidades num raio de 16 km ao redor de Frankenmuth.